# Canlaon
Canlaon – miasto na Filipinach, położone w regionie Środkowe Visayas, w prowincji Negros Oriental, na wyspie Negros.

## Linki Zewnętrzne
- Opis miasta